# Schöftland
Schöftland es una comuna suiza del cantón de Argovia, ubicada en el distrito de Kulm. Limita al norte con la comuna de Hirschthal, al este con Unterkulm, al sureste con Schlossrued, al sur con Staffelbach, al suroeste con Uerkheim, y al noroeste con Holziken.